# Tatort: Einer sah den Mörder
Einer sah den Mörder ist die 178. Folge der Fernsehreihe Tatort. Die Erstausstrahlung der vom Süddeutschen Rundfunk produzierten Folge erfolgte am 23. Februar 1986 im Ersten der ARD. Für Kriminalhauptkommissar Eugen Lutz (Werner Schumacher) ist es sein 16. und letzter Fall. Mit dieser Folge tritt der letzte Tatort-Kommissar der „Gründerzeit“ des Tatort, der hier selbst unter Mordverdacht gerät, aus der Reihe ab.

## Handlung
Lutz, der ausnahmsweise deutlich später als sonst ins Büro kommt, bekommt von seinem Kollegen Schreitle die Nachricht, dass eine Frau Lisa Kern in ihrer Wohnung tot aufgefunden wurde. Lutz reagiert nervös und möchte, dass Schreitle sich um den Fall kümmert, fährt dann aber doch zum Tatort. Lutz‘ Assistent Wagner wird im Treppenhaus vom Nachbarn der erschossenen Frau Kern, Kalmus, angesprochen, dieser gibt an, Lutz am Vormittag etwa zur Tatzeit schon einmal gesehen zu haben. Lutz habe bei Frau Kern geklingelt und sei von der verheirateten Frau im Bademantel empfangen worden. Wagner konfrontiert Lutz mit dem Zeugen, als dieser seine Aussage wiederholt, bestreitet Lutz energisch, sie heute besucht zu haben, räumt allerdings ein, Lisa Kern gekannt zu haben. Kurz darauf erscheint Herr Kern, Lutz und er kennen sich ebenfalls. Später erklärt Lutz Wagner, dass er Frau Kern seit vielen Jahren kannte, sie hatten ein kurzes Verhältnis, doch Lisa hatte dann ihren späteren Mann kennengelernt, woraufhin Lutz und sie sich aus den Augen verloren hatten, bis Lutz sie zufällig in Stuttgart mit ihrem Mann auf der Straße getroffen hatte. Lutz gibt nunmehr auch zu, Lisa am Morgen besucht zu haben, jedoch nicht zur Tatzeit, sondern eine Stunde zuvor. Er möchte seinen Vorgesetzten bitten, ihn von dem Fall zu entbinden.
Als Lutz am nächsten Tag zu seinem Vorgesetzten geht, ist dieser bereits aus der Presse informiert, in der Lutz schon als Verdächtiger gehandelt wird. Lutz wird vom Fall entbunden und Schreitle mit den Ermittlungen betraut. Dieser befragt Lutz, der einräumt, schon öfter bei Lisa gewesen zu sein, jedoch streitet er ein Verhältnis ab. Am Tattag sei er um neun Uhr für zehn Minuten bei ihr gewesen, danach wurde sie noch von einer Nachbarin lebend gesehen. Er sei danach nach Hause gegangen und nach einigen Verzögerungen, für die er keine Zeugen hat, ins Büro gekommen. Nach der Befragung lässt sich Lutz von einem Schmuckhändler ein Collier wiedergeben, das Lutz dort in Kommission verkaufen lassen wollte. Schreitle sucht Kern auf, dieser hatte eine Lebensversicherung für seine Frau abgeschlossen. Kern meint, dass er die Versicherungssumme nicht benötige, er habe diese Versicherung auf Drängen seines Nachbarn, des Versicherungsvertreters Kalmus, abgeschlossen. Kerns Sekretärin Dolly Kinast bestätigt, dass ihr Chef den gesamten Vormittag über im Büro war. Kern meldet Schreitle später, dass ein wertvolles Collier seiner Frau verschwunden sei.
Als Kern Schreitle das leere Versteck des Colliers in der Wohnung zeigt, taucht plötzlich Lutz in der Wohnung auf. Als Schreitle ihn anspricht, gibt er an, den Wohnungsschlüssel der Putzfrau am Vortag versehentlich eingesteckt zu haben, er sei gekommen, um ihn zurückzubringen. Kern glaubt ihm nicht und vermutet ein Verhältnis seiner toten Frau mit Lutz. Kurz darauf deponiert Lutz das Collier in einem Bankschließfach, Wagner findet unterdessen heraus, dass Lutz Jahre zuvor den Bruder von Lisa verprügelt habe, weil dieser sich in die Beziehung der beiden eingemischt habe, der Bruder hatte die Anzeige allerdings zurückgezogen. Lutz ermittelt unterdessen auf eigene Faust und beobachtet, wie Kern und seine Sekretärin innig die Firma verlassen. Anschließend spricht Lutz eine Schreibkraft aus Kerns Büro an, diese bestätigt, dass Kern und seine Sekretärin Dolly, die seit eineinhalb Jahren dort arbeite, ein Paar sind, kurz nachdem Dolly dort angefangen habe. Kern habe Dolly gerade eine Eigentumswohnung überschrieben, die seiner Frau gehört habe. Lutz verabredet sich daraufhin mit Kalmus, der kurz darauf erschossen in seiner Wohnung aufgefunden wird. Während der Hausmeister aufgeregt die Polizei ruft, flieht Lutz unbemerkt aus der Wohnung und lässt die Tatwaffe verschwinden. In der Wohnung findet Wagner in den Notizen des Toten die Telefonnummer von Lutz. Die Waffe wird gefunden, die ballistische Untersuchung zeigt, dass beide Toten mit dieser Waffe erschossen worden sein müssen.
Schreitle hält Lutz nach einer erneuten Befragung für verdächtig, kurz darauf erfährt er, dass die Tatwaffe eine private Waffe von Lutz ist. Schreitle erwirkt einen Haftbefehl gegen Lutz, als seine Kollegen ihn aufsuchen, kann sich Lutz erfolgreich bei einer Nachbarin verstecken. Er entnimmt das Collier wieder aus dem Schließfach und sucht einen alten Freund, den Pastor Bernhard, auf, und bittet ihn um Hilfe. Durch ein unbedachtes Stichwort von Bernhard erinnert sich Lutz an eine Kassette, um die sich Kerns Geliebte Dolly und die Schreibkraft gestritten hatten, mit dieser hatte Dolly Kern in der Hand. Er sucht sie auf, doch sie verweigert ihm die Herausgabe der Kassette, doch Lutz kann das Band an sich nehmen, auf diesem befindet sich eine Aufnahme, mit der Kern seiner Schreibkraft seine Anwesenheit in seinem Büro vorgespielt hatte, während er es durch die Hintertür heimlich verließ und nach Hause fuhr. Als Lutz und Schreitle am nächsten Tag Kern damit konfrontieren, streitet dieser alles ab. Lutz hält Kern daraufhin vor, dass Lisa es mit ihm nicht mehr aushielt, da er sie betrog und schlug. Sie wollte auswandern und übergab Lutz das Collier, damit er es für sie verkaufe. Kern streitet alles ab und wendet ein, dass doch die Morde mit der Waffe von Lutz begangen wurden. Dies konnte er nicht wissen, da es in der Presse nicht erwähnt wurde, Lutz erklärt, Lisa die Waffe ein Jahr zuvor gegeben zu haben, da diese sich bedroht gefühlt habe. Kern habe die Waffe an sich genommen und seine Frau und auch Kalmus erschossen, weil dieser Kern zur Tatzeit gesehen habe und Kern habe die Waffe dann absichtlich bei Kalmus zurückgelassen, um den Verdacht auf Lutz zu lenken. Kern streitet weiterhin alles ab, Kinast bestätigt ihr Alibi, doch Schreitle und Lutz präsentieren ihm den Briefträger, der Kern zur Tatzeit gesehen hatte.
Kern bricht schließlich zusammen und gesteht, Dolly Kinast versucht vergeblich, ihn daran zu hindern, da das Alibi ihre Idee war, um Kern erpressen zu können. Lutz wird daraufhin wieder in den aktiven Dienst aufgenommen, doch quittiert er diesen sofort, weil er nicht mehr könne. Er habe am eigenen Leib erfahren, wie es ist, unschuldig unter Verdacht zu geraten, und könne daher den Beruf nicht mehr ausüben. Wagner geht mit ihm, weil er durch seine Braut selbstständig werden kann.

## Besonderheiten und Einschaltquote
Der ehemalige Saarbrücker Tatort-Kommissar Dieter Eppler (Liersdahl) spielt in dieser Folge den Mörder, der spätere Kommissar Bienzle, Dietz-Werner Steck, in einer Nebenrolle den Pathologen.
Horst Michael Neutze hat seinen ersten Auftritt als Kommissar Schreitle, der später noch in drei eigenen Fällen ermittelt.
Bei der Erstausstrahlung konnte diese Folge Zuschauer in einem Marktanteil von 52 % binden, was einer Zuschauerzahl von 20,7 Mio. entsprach. Die Folge wurde zwischen dem 23. September und dem 25. Oktober 1985 in Stuttgart und Lichtenstein/Honau gedreht.

## Kritik
Die Kritiker der Fernsehzeitschrift TV Spielfilm beurteilen diesen Tatort positiv und kommentieren: „Krimi mit psychologischem Tiefgang“.